# Analog High Definition
Analog High Definition (AHD) – standard transmisji danych w monitoringu wizyjnym, rozwinięty przez jednego z producentów z branży CCTV – koreańską firmę Nextchip. Technologia AHD została wdrożona do seryjnej produkcji pod koniec 2014 roku.
Systemy AHD pozwalają na transmisję sygnału wysokich rozdzielczości (HD oraz Full HD) za pośrednictwem złącz stosowanych w tradycyjnych, analogowych systemach telewizji przemysłowej: przewodu koncentrycznego lub skrętki oraz złącz BNC.

## Główne założenia technologii AHD
- Możliwość transmisji sygnału video, audio i zasilania za pomocą jednego przewodu,
- Daleki zasięg przesyłu danych – do 500 metrów przy użyciu kabla koncentrycznego i złącz typu BNC[2],
- Bezstratna, pozbawiona szumów transmisja sygnału – sygnał na wyjściu (kamera) jest taki sam, jak sygnał na wejściu (rejestrator cyfrowy).

## AHD a inne systemy transmisji cyfrowej
Równolegle ze standardem AHD na rynek zostały wprowadzone również inne systemy transmisji sygnału HD/Full HD za pomocą złącz stosowanych w klasycznych systemach monitoringu: HD-TVI, zwany również TURBO HD oraz HD-CVI. Wszystkie trzy systemy cechują się podobnymi założeniami, jakości i funkcjonalnością. Zasadnicza różnica dotyczy ich otwartości: HD-TVI oraz HD-CVI dystrybuowane są tylko przez firmy, które wprowadziły je na rynek (odpowiednio: Hikvision i Dahua), natomiast AHD stanowi w pełni otwartą technologię, ponieważ firma Nextchip udostępniła swoje rozwiązanie również innym firmom z branży.